# Бракова Слобода
Бра́кова Слобода́ (бел. Бракава Слабада) — деревня в составе Сластёновского сельсовета Чаусского района Могилёвской области Республики Беларусь.

## Население
- 2010 год — 12 человек